# Konrad Peutinger

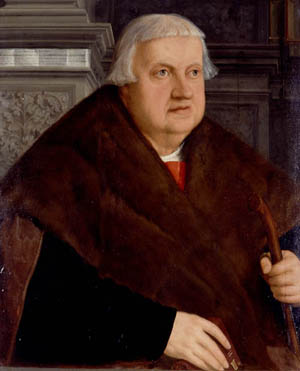
Portret van Konrad Peutinger door Christoph Amberger (1543).

Konrad Peutinger (Augsburg, 14 oktober 1465 – aldaar, 28 december 1547) was een Duits humanist, jurist, diplomaat, politicus en econoom. Hij diende zowel onder Maximiliaan I als diens opvolger Karel V als raadgever. Verder was Peutinger een gepassioneerd verzamelaar van antiquiteiten. Met de hulp van zijn vrouw Margareta Welser (1481–1552) legde hij een van de grootste private bibliotheken van Europa aan.
Konrad Peutinger werd geboren in Augsburg, in een familie van handelaars. Hij studeerde rechten aan de universiteiten van Padua en Bologna, alwaar hij de doctorstitel behaalde. Door zijn studies kwam hij in contact met de humanistische beweging.
Peutingers naam wordt voornamelijk geassocieerd met de Tabula Peutingeriana, een middeleeuwse kopie van een laat-antieke wereldkaart, waarop de belangrijkste Romeinse wegen en plaatsen van de Britse eilanden tot India getekend staan. Konrad Peutinger kreeg de kaart in 1507 in zijn bezit door de humanist Conrad Celtis.